# Hebe Rôla
Hebe Maria Rôla Santos, ou simplesmente Hebe Rôla (Mariana, 23 de julho de 1931) é uma intelectual, professora, folclorista, patrocinadora cultural e escritora marianense. É membra da Academia Marianense de Letras, Ciências e Artes e professora emérita da Universidade Federal de Ouro Preto.

## Biografia
Hebe Maria Rôla Santos nasceu em 23 de julho de 1931, na cidade de Mariana, Minas Gerais. É a terceira filha de José de Carvalho Rôla, fazendeiro e filosofo formado pelo Seminário de Nossa Senhora da Boa Morte, e de Guiomar Marques Rôla, professora e pianista. Seu pai era de origem portuguesa e sua mãe de origem libanesa.
Ela nasceu em meio a uma tradicional família marianense, e seus pais estavam envolvidos na política local. Por isso, em sua casa ela convivia com um constante debate cultural e intelectual.
Casou-se em 1958 com Eli Casemiro Santos, natural da Barra Longa (MG). Juntos eles tiveram cinco filhos. Seu marido veio a falecer em 1986.

## Carreira
Formou-se professora em 1949, pelo Colégio Providência. A instituição foi a primeira escola feminina de Minas Gerais, fundada em 1849. Em 1982 ela se formou em Língua Portuguesa, em Língua Francesa e se especializou em leitura e produção de textos, pela Pontifica Universidade Católica de Minas Gerais.
Começou a sua carreira na docência em 1950 no Colégio Providência. Posteriormente foi professora pela Escola Estadual do Distrito do Bandeirantes. Em 1966 ela tornou-se professora da Escola Estadual Dom Silvério, escola fundada por ela, em uma ação conjunta a Dom Oscar de Oliveira. Atuou, também, na Escola Estadual Benjamim Guimarães, sendo diretora pela instituição.

Dona Hebe Rôla (2023), na Praça Gomes Freire, Mariana.

Assumiu cargos na Pontifica Universidade Católica de Minas Gerais e na Universidade Federal de Ouro Preto, sendo vice-diretora do Instituto de Ciências Humanas e Sociais pela instituição. Ela se aposentou da UFOP em 2001, recebendo o título de professora emérita em 12 de abril de 2002. Ela ainda atua na instituição com diversos projetos de extensão. Entre esses podemos citar: "Contadores de Causos e Histórias"; "Toques e Repiques"; "Vivências e Processos Mnemônicos na Terceira Idade"; "Projeto Língua Portuguesa Através da Música e da Contação de Histórias", desenvolvido em escolas estaduais e municipais. Ela também é idealizadora da Academia Infanto-juvenil de Letras e Artes de Mariana, um projeto que que tem por objetivo trabalhar a leitura, a produção de textos e a prática da argumentação com crianças e adolescentes da cidade. É também criadora do projeto "Cantando Alphonsus", divulgando o principal escritor da cidade, Alphonsus de Guimaraens (1870 - 1921).
Todos esses projetos dizem respeito a sua atuação, de mais de 70 anos, como propagadora da cultura marianense. Sendo membro da Academia Marianense de Letras, Ciências e Artes. Ela foi, inclusive, a primeira mulher a presidir a instituição, em 2017. É autora de diversos livros, a maioria de caráter infanto-juvenil, e pesquisadora da linguagem dos sinos e da cultura popular mineira. Entre seus livros podemos citar "Bem-te-sino" (2004) e "Chitarô, cadê o gato?" (2012). Também é autora de dezenas de contos, poemas e ensaios.
Ademais, é membra da Academia Municipalista de Letras de Minas Gerais, da Academia de Letras, Artes e Ciências Brasil - Mariana e do Instituto Brasileiro de Culturas Internacionais de Minas Gerais. E é Embaixadora Universal da Paz pelo Círculo Universal dos Embaixadores da Paz, entidade ligada à Organização das Nações Unidas (ONU).

## Homenagens
Por sua atuação ela foi homenageada no livro "Hebe Rôla – 90 anos de vida / 75 anos dedicados à Educação e à Cultura Marianense", lançado pela Casa de Cultura de Mariana. Também recebeu a medalha do dia de Minas, pelo Governo de Minas Gerais; a Comenda Padre Avelar, pela Câmara Municipal de Mariana; a Medalha Cláudio Manoel da Costa, pelo Centro de Ensino Federal Tecnológico de Ouro Preto; a Comenda Irmã Dulce, pelo Instituto Brasileiro de Culturas Internacionais na Confederação das Academias de Letras e Artes do Brasil; e a Comenda Dom Luciano, pelo Centro Cultural Arquidiocesano Dom Frei Manoel da Cruz.